# Francesco Ballesio

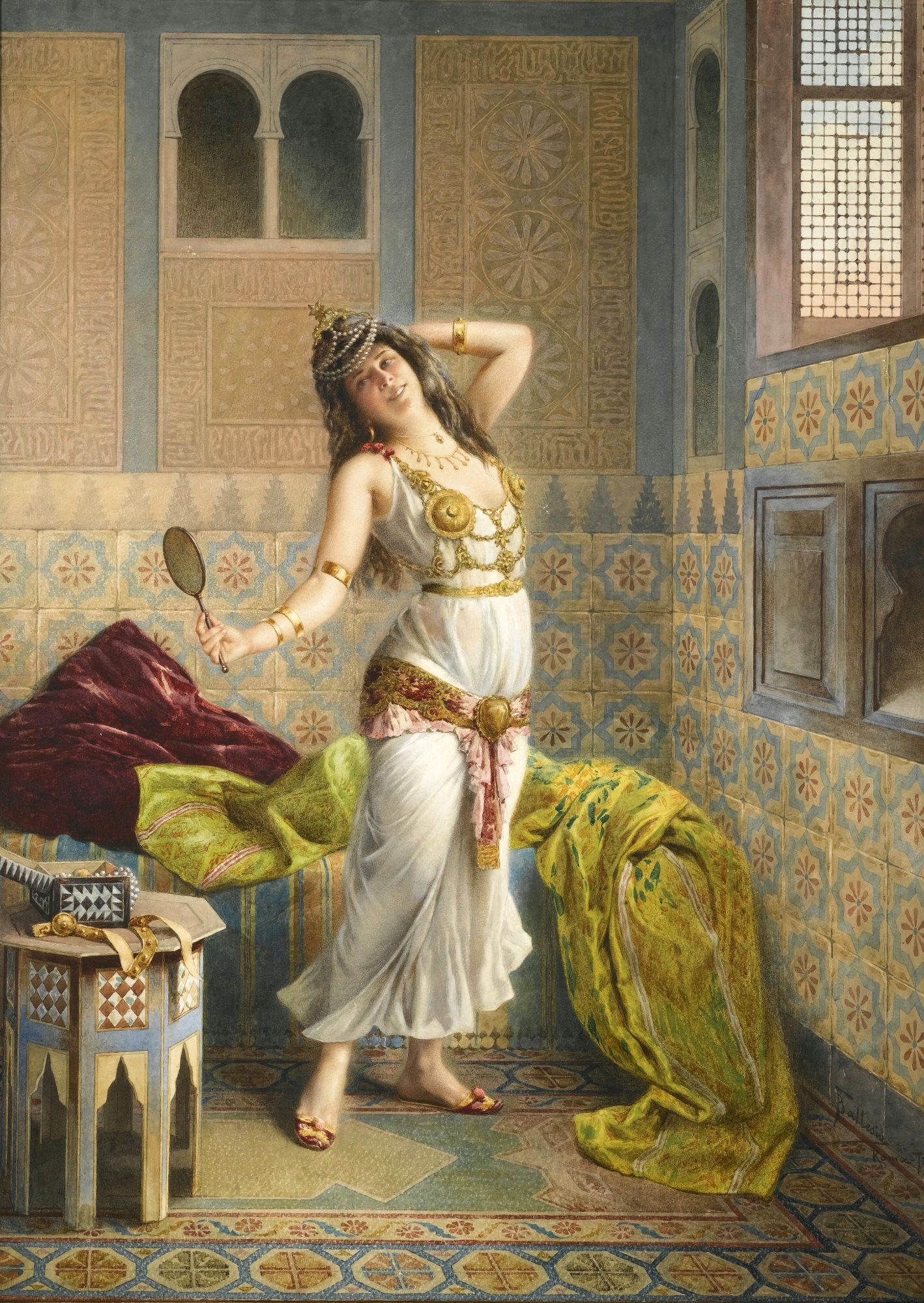
Vorbereitung auf den Tanz

Francesco Ballesio (* 1860 in Turin; † 1923 in Tivoli) war ein italienischer Maler.

## Leben und Wirken
Francesco Ballesio wurde 1803 in Turin geboren. Er besuchte zuerst die Akademie in Turin und zog dann nach Rom, wo er seine Studien vollendete und wo er sich dauerhaft niederließ. Er malte vorwiegend orientalistische Themen, wobei er von Photographien ausging, da er selbst niemals im Orient war. Durch seine Gemälde erwarb er sich einen bescheidenen internationalen Ruf, u. a. stellte er bei der internationalen Ausstellung in Rom 1883 aus.